# Anton Gert Monrad
Anton Gert Monrad (født den 2. marts 1777 i Hvejsel, Nørrevang, Vejle, død den 24. januar 1822 i Aarhus) var murermester.
I perioden efter 1810 blev en række klassicistiske huse af tydelig københavnsk inspiration bygget i Aarhus. Bygmesteren var Anton Gert Monrad - en af flere bygmestre, der umiddelbart efter krigen mod England bosatte sig i Aarhus. I januar 1810 erhvervede han borgerskab som murermester i byen.
Monrad var ansvarlig for opførelsen af en række empirehuse i Aarhus. Blandt disse kan nævnes Frederiksgade 79, også kaldet Michael Herskinds gård; Klostergade 56, Lille Torv 2 og Mejlgade 6.